# Hypogäum von Sant’Iroxi

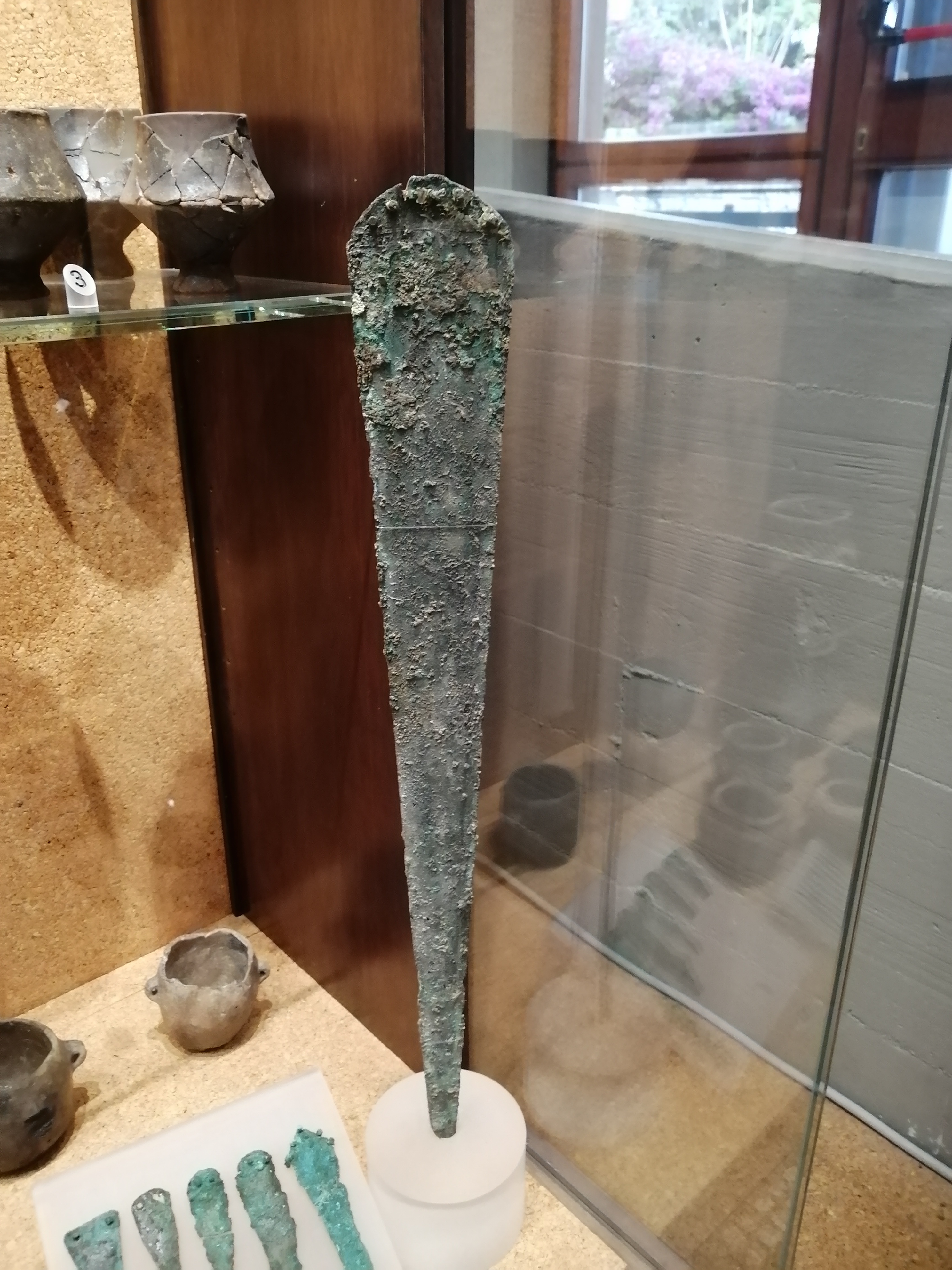
Schwertfund von Sant’Iroxi

Das Hypogäum von Sant’Iroxi (auch als La Tomba dei guerrieri (Grab der Krieger) bezeichnet) ist ein archäologischer Fundort in der ehemaligen Ortschaft und dem heutigen Stadtteil Sant’Iroxi (San Giorgio-Hügel) am östlichen Stadtrand von Decimoputzu, in der Metropolitanstadt Cagliari auf Sardinien.

## Geschichte und Beschreibung
Das Hypogäum, eine Domus de Janas, wurde 1987 zufällig beim Bau einer öffentlichen Turnhalle nördlich des Stadions, in der Nähe der Piazza San Giorgio am Ostrand des modernen Orts von Decimoputzu entdeckt. Es entstand um 3000 v. Chr., während des späten Neolithikums, und wurde etwa 1500 Jahre genutzt. Eine nahegelegene, zugehörige Siedlung war ebenfalls anderthalb Jahrtausende, von der Zeit der Ozieri-Kultur bis zur Spätphase der Bonnanaro-Kultur bewohnt, wurde danach verlassen und erst in römischer Zeit wiederbesiedelt. Sie war seitdem kontinuierlich bis in die Gegenwart bewohnt und ist mittlerweile mit der Kleinstadt Decimaputzo verschmolzen.
Seinen Namen „Tomba dei guerrieri“ erhielt das Hypogäum wegen seiner hohen Zahl an Skelettresten (mehr als 200), alle in Hockerlage bestattet, in 13 chronologisch zu trennenden Straten, und wegen der reichen Grabbeigaben an Waffen – diese datieren ca. 1650–1600 v. Chr. – bestehend aus Schwertern und Dolchen aus Arsenbronze (insgesamt 19), die während der Ausgrabungen im Hypogäum ans Licht kamen. Die Schwerter haben im Querschnitt dreieckige Klingen, deren Längen zwischen 27 und 66 cm variieren. Sie zeigen einige Parallelen zu Schwertern der El-Argar-Kultur Spaniens. Die Funde aus dem Hypogäum werden im archäologischen Nationalmuseum in Cagliari aufbewahrt.